# Ліново (Щиценський повіт)
Ліново (пол. Linowo, нім. Leinau) — село в Польщі, у гміні Дзьвежути Щиценського повіту Вармінсько-Мазурського воєводства.
Населення — 258 осіб (2011).

## Демографія
Демографічна структура станом на 31 березня 2011 року:
|          | Загалом | Допрацездатний вік | Працездатний вік | Постпрацездатний вік |
| -------- | ------- | ------------------ | ---------------- | -------------------- |
| Чоловіки | 124     | 29                 | 83               | 12                   |
| Жінки    | 134     | 33                 | 79               | 22                   |
| Разом    | 258     | 62                 | 162              | 34                   |